# Burundi nos Jogos Olímpicos de Verão de 2024
Burundi participou dos Jogos Olímpicos de Verão de 2024, realizados em Paris, na França. Foi a oitava aparição consecutiva do país nos Jogos Olímpicos de Verão desde a estreia em Atlanta 1996.
Foi representado por sete atletas que competiram no atletismo, judô e natação, mas nenhum conquistou medalhas.

## Competidores
Esta foi a participação por modalidade nesta edição:
| Esporte   | Masculino | Feminino | Total |
| --------- | --------- | -------- | ----- |
| Atletismo | 3         | 1        | 4     |
| Judô      | 0         | 1        | 1     |
| Natação   | 1         | 1        | 2     |
| Total     | 4         | 3        | 7     |

## Desempenho

### Atletismo
- Q = Qualificado para a próxima fase
- q = Qualificado para a próxima fase como o perdedor mais rápido ou, em eventos de campo, pela posição sem atingir o alvo para qualificação
- N/A = Fase não aplicável para o evento
- Bye = Atleta não precisou disputar aquela fase

Masculino
Eventos de pista
| Atleta              | Evento  | Baterias | Baterias | Final       | Final       | Ref.  |
| Atleta              | Evento  | Tempo    | Pos.     | Tempo       | Pos.        | Ref.  |
| ------------------- | ------- | -------- | -------- | ----------- | ----------- | ----- |
| Egide Ntakarutimana | 5000 m  | 14:11.29 | 10       | Não avançou | Não avançou | [ 5 ] |
| Rodrigue Kwizera    | 10000 m | N/A      | N/A      | DNS         | DNS         | [ 6 ] |
| Célestin Ndikumana  | 10000 m | N/A      | N/A      | DNS         | DNS         | [ 7 ] |

Feminino
Eventos de pista
| Atleta               | Evento  | Baterias | Baterias | Final    | Final | Ref.  |
| Atleta               | Evento  | Tempo    | Pos.     | Tempo    | Pos.  | Ref.  |
| -------------------- | ------- | -------- | -------- | -------- | ----- | ----- |
| Francine Niyomukunzi | 5000 m  | 15:01.42 | 5 Q      | 15:22.40 | 16    | [ 8 ] |
| Francine Niyomukunzi | 10000 m | N/A      | N/A      | 31:17.02 | 14    | [ 8 ] |

### Judô
Feminino
| Atleta               | Evento    | Primeira fase               | Oitavas              | Quartas              | Semifinais           | Repescagem           | Final / DB           | Final / DB | Ref.  |
| Atleta               | Evento    | Adversário Resultado        | Adversário Resultado | Adversário Resultado | Adversário Resultado | Adversário Resultado | Adversário Resultado | Pos.       | Ref.  |
| -------------------- | --------- | --------------------------- | -------------------- | -------------------- | -------------------- | -------------------- | -------------------- | ---------- | ----- |
| Ange Ciella Niragira | Até 78 kg | POL B Pacut-Kloczko D 00–10 | Não avançou          | Não avançou          | Não avançou          | Não avançou          | Não avançou          | =17        | [ 9 ] |

### Natação
Masculino
| Atleta              | Evento     | Eliminatórias | Eliminatórias | Semifinal   | Semifinal   | Final       | Final       | Ref.   |
| Atleta              | Evento     | Tempo         | Pos.          | Tempo       | Pos.        | Tempo       | Pos.        | Ref.   |
| ------------------- | ---------- | ------------- | ------------- | ----------- | ----------- | ----------- | ----------- | ------ |
| Belly-Cresus Ganira | 50 m livre | 23.80         | 46            | Não avançou | Não avançou | Não avançou | Não avançou | [ 10 ] |

Feminino
| Atleta               | Evento     | Eliminatórias | Eliminatórias | Semifinal   | Semifinal   | Final       | Final       | Ref.   |
| Atleta               | Evento     | Tempo         | Pos.          | Tempo       | Pos.        | Tempo       | Pos.        | Ref.   |
| -------------------- | ---------- | ------------- | ------------- | ----------- | ----------- | ----------- | ----------- | ------ |
| Lois Eliona Irishura | 50 m livre | 29.63         | 58            | Não avançou | Não avançou | Não avançou | Não avançou | [ 11 ] |